# Nordisk beryx
Nordisk beryx (Beryx decadactylus) är en bottenfisk i familjen beryxar som finns i de flesta av världens tempererade och tropiska hav utom östra Stilla havet. I Europa finns den från norra Norge till Medelhavet.

## Utseende
Den nordiska beryxen har en hög, från sidorna tilltryckt kropp som är helt färgad i rött, på sidorna med silveraktig glans. Ögonen är stora. Ungfiskarna har taggar på huvudet, men de försvinner när fisken blir äldre. Fisken kan bli upp till 100 cm lång, men den blir sällan längre än 35 cm.

## Vanor
Arten lever i närheten av bottnen på ett djup mellan 200 och 800 m, eventuellt mer; ungfiskar kan dock leva på grundare vatten. Födan består av kräftdjur, bläckfiskar och små fiskar.
Litet är känt om fortplantningen, men man vet att ynglen, och förmodligen också ungfiskarna, är pelagiska.

## Utbredning
Den nordiska beryxen finns i tropiska och tempererade områden i de flesta av världshaven utom östra Stilla havet. I östra Atlanten finns den från Island och norra Norge via norra Skottland längs Europas kontinentalkust och Medelhavet till Sydafrika och runt kontinenten till Östafrika. I västra Atlanten finns den från södra Kanada längs USA:s östkust till norra Brasilien, och vidare längs mellersta Argentinas kust. Den finns också runt Japan, Australien och Nya Zeeland.

## Kommersiell användning
Den nordiska beryxen anses välsmakande och är föremål för ett mindre fiske i många länder, bland annat Sydeuropa.